# Telmatogeton pectinata
Telmatogeton pectinata är en tvåvingeart som först beskrevs av Deby 1889.  Telmatogeton pectinata ingår i släktet Telmatogeton och familjen fjädermyggor. Inga underarter finns listade i Catalogue of Life.